# The Chiffons
The Chiffons var en amerikansk tjejgrupp bildad 1960 i Bronx i New York i USA.
Våren 1963 fick de en listetta, från 30 mars och 4 veckor framåt, med låten "He's So Fine" (Ronald Mack) (som många hävdar att George Harrison lånat till sin låt "My Sweet Lord").
Uppföljaren "One Fine Day" (Gerry Goffin/Carole King) blev en nästan lika stor hit, men efter den hade gruppen bara lägre placerade hits på listorna som till exempel "I Have a Boyfriend" (Goffin/King) och "Sweet Talking Guy" (Goffin/King).
Judy Craig lämnade gruppen 1968 och de andra fortsatte som trio. The Chiffons upplöstes i början av 1970-talet, men återförenades inom kort. The Chiffons spelade in George Harrisons "My Sweet Lord" 1975. Gruppen uppträdde sporadiskt tills 1990-talet när Lee dog till följd av en hjärtattack.

## Medlemmar
Nuvarande medlemmar
- Patricia Bennett (f. 7 april 1947 i Bronx, New York) (1960– )
- Judy Craig (f. 6 augusti 1946 i New York) (1960–1968, 1992– )
- Connie Harvey (1992–)
- Barbara Lee (f. 16 maj 1947 i Bronx – d. 15 maj 1992) (1960–1992)
- Sylvia Peterson (f. 1946 – d. 2023) (1962–1992)

## Diskografi
Studioalbum
- 1963 – He's So Fine
- 1963 – One Fine Day
- 1966 – Sweet Talkin' Guy
- 1970 – My Secret Love

Singlar (som The Four Pennies)
- 1963 – "My Block" (US #67)
- 1963 – "When the Boy's Happy" (US #95)

Singlar (som The Chiffons)

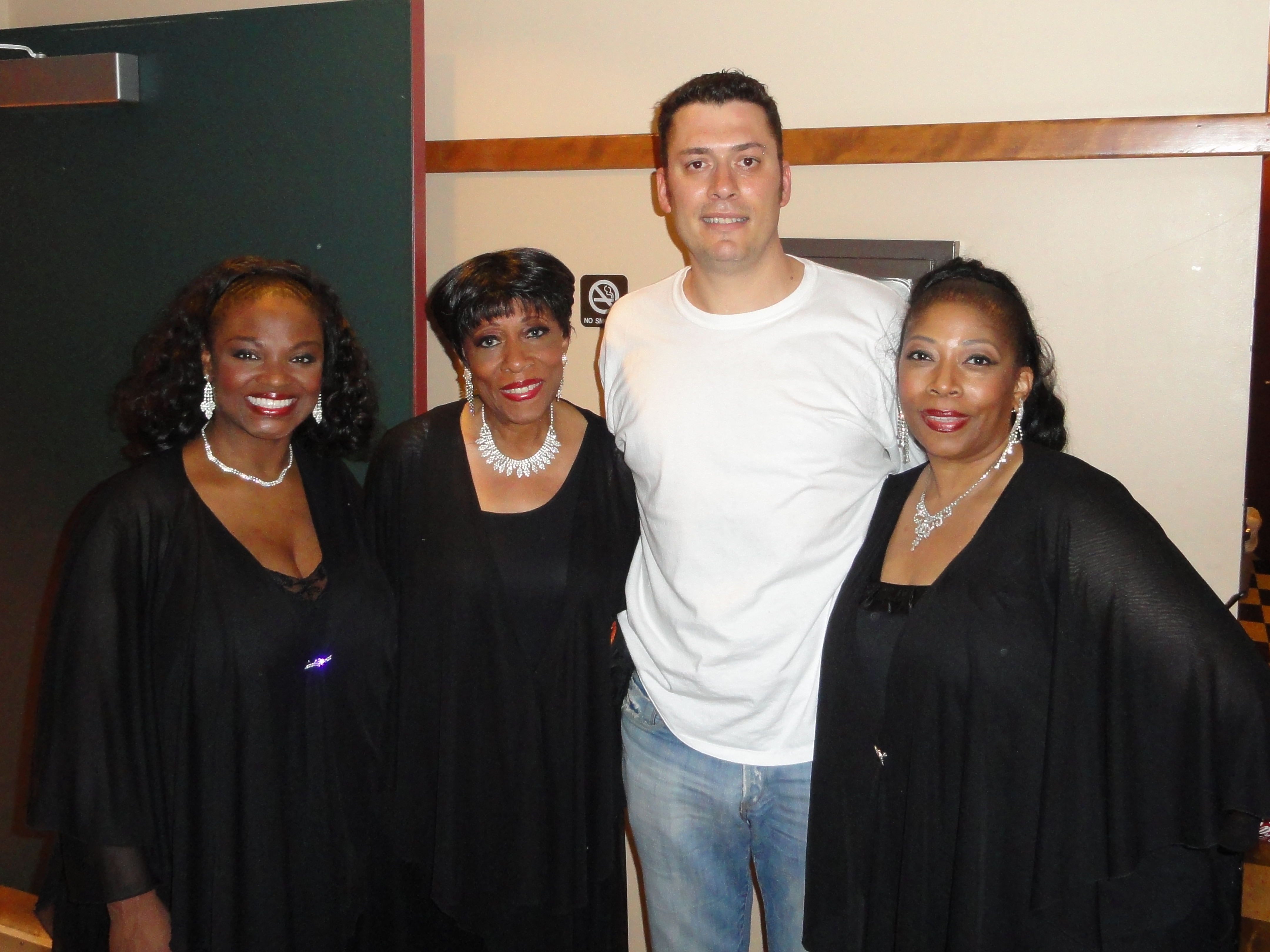
The Chiffons med Joan Carrasco 2007.

- 1963 – "He's So Fine" / "Oh My Lover" (US #1)
- 1963 – "Lucky Me" / "Why Am I So Shy"
- 1963 – "One Fine Day" / "Why Am I So Shy" (US #5)
- 1963 – "A Love So Fine" / "Only My Friend" (US #40)
- 1963 – "I Have a Boyfriend" / "I'm Gonna Dry My Eyes" (US #36)
- 1964 – "Sailor Boy" / "When The Summer Is Through" (US #81)
- 1964 – "Easy To Love" / "Tonight I Met An Angel"
- 1964 – "What Am I Gonna Do With You (Hey Baby)" / "Strange, Strange Feeling"
- 1965 – "Nobody Knows What's Goin' On (In My Mind But Me)" / "Did You Ever Go Steady" (US #49)
- 1965 – "Nobody Knows What's Goin' On (In My Mind But Me)" / "The Real Thing"
- 1965 – "Tonight I'm Gonna Dream" / "Heavenly Place"
- 1966 – "Out of This World" / "Just A Boy" (US #67)
- 1966 – "Stop, Look and Listen" / "March" (US #85)
- 1966 – "Sweet Talkin' Guy" / "Did You Ever Go Steady" (US #10)
- 1966 – "My Boyfriend's Back" / "I Got Plenty Of Nuttin' "
- 1967 – "If I Knew Then" / "Keep The Boy Happy"
- 1968 – "Up on the Bridge" / "March"
- 1968 – "Just For Tonight" / "Teach Me How"
- 1969 – "Love Me Like You're Gonna Lose Me" / "Three Dips Of Ice Cream"
- 1970 – "So Much in Love" / "Strange Strange Feeling"
- 1975 – "My Sweet Lord" / "Main Nerve"
- 1976 – "Dream Dream Dream" / "Oh My Love"

Samlingsalbum
- 1974 – Everything You Always Wanted to Hear by the Chiffons but Couldn't Get
- 1979 – The Chiffons Sing the Hits of the 50's & 60's
- 2004 – Absolutely The Best!
- 2006 – Sweet Talkin' Girls'